# 아이슬란드의 지리

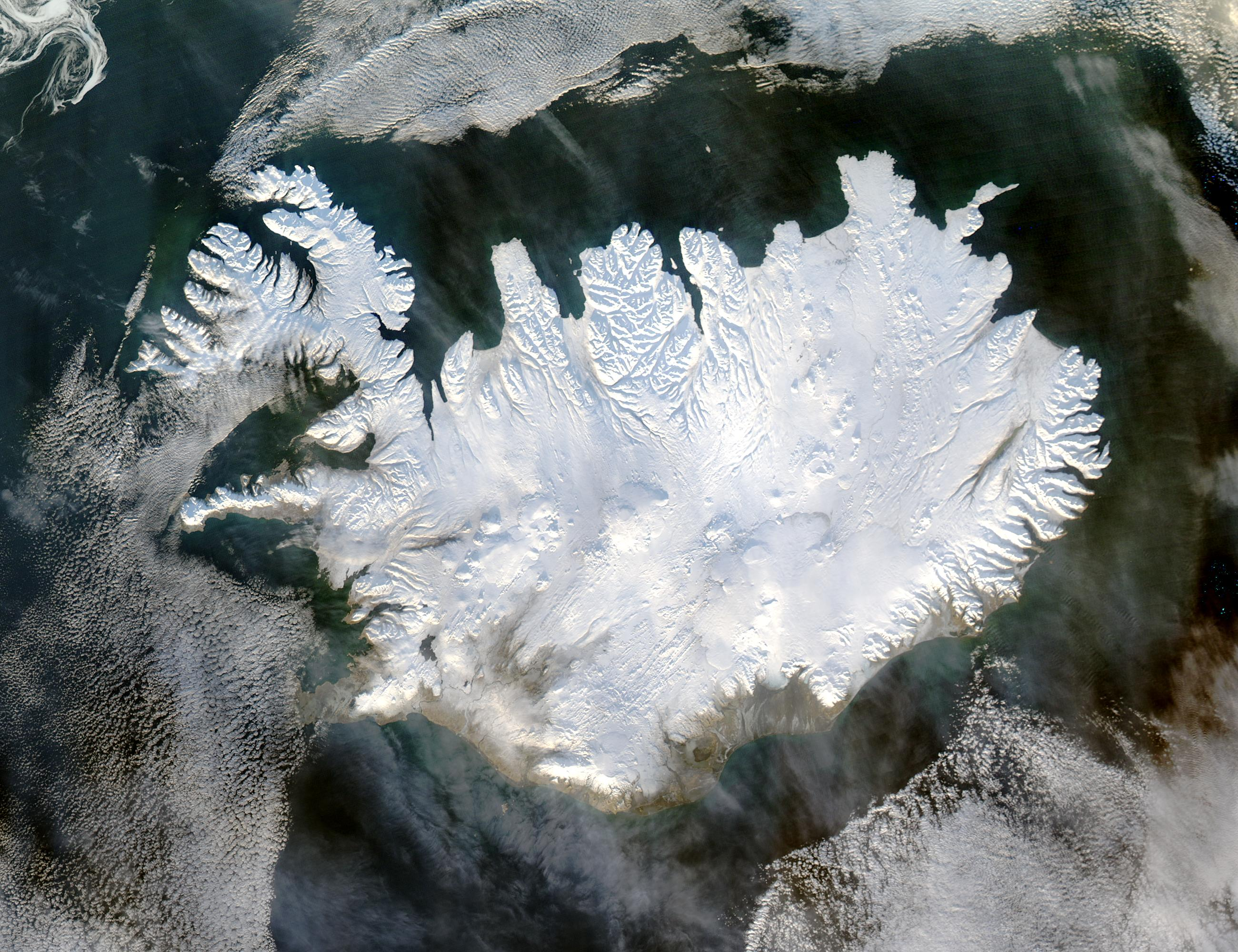
우주에서 내려다본 아이슬란드

아이슬란드의 지리는 북대서양과 북극해의 합류 지점에 위치한 섬나라인 아이슬란드의 지리적 부분을 다룬다. 아이슬란드는 그린란드의 동쪽에 있으며 북극권의 바로 남쪽에 있으며 대서양 중앙 해령 북부 지역의 생성 경계 꼭대기에 위치하고 있다. 이 섬은 스코틀랜드와 860km 정도 떨어져 있으며 뉴욕으로부터 4,200km 정도 떨어져 있다. 세계에서 가장 인구 밀도가 낮은 나라 중 하나임에도 불구하고, 아이슬란드 공화국은 세계에서 18번째로 큰 섬답게 다른 주요 섬들과 비교할 때 거의 넓이가 같다.
아이슬란드는 대규모의 화산 활동과 지온 변화를 보이고 있다. 유럽과 북아메리카판을 나누는 대서양 중앙해령의 틈은 아이슬란드의 서남지역에서 동북지역으로 관통한다. 이는 싱벨리어 국립공원에서 자연적으로 생성된 원형극장이 있는 갑각을 통해 알 수 있다. 이 공원은 930년에 아이슬란드가 처음으로 의회를 개원한 곳으로도 유명하다.

## 기후
기후는 레이캬비크에서 겨울의 1개월 평균 기온이 영하 0.1∼0.4ºC, 여름은 약 11ºC이다. 1년의 교차(較差)가 이같이 작은 것이 특징이다. 북쪽의 아쿠레 이리는 겨울에 더욱 춥다. 1년 강우량은 남동부에 많으며 1,600mm, 북쪽에는 적어서 500mm이다. 습도는 늘 높다. 이런 기후 때문에 식물의 성장에 알맞는 기간은 겨우 3개월 이하이다.

## 같이 보기
- 유럽의 극점
- 아이슬란드 중앙고원